# Michiel Bicker Caarten
Michiel Bicker Caarten (Bilthoven, 11 augustus 1956) is een Nederlandse media-ondernemer en journalist die voor diverse (internationale) titels werkte.

## Loopbaan
Bicker Caarten studeerde rechten in Leiden (1980) en behaalde een MA Journalism aan New York University (1984). Hij begon zijn journalistieke carrière in 1983 als zakelijk verslaggever bij de New York Daily News. In 1986 stapte hij over naar NRC Handelsblad. Hij begon als economieverslaggever en werd later VS-correspondent. Van 1989 tot 1995 werkte hij voor RTL Nieuws, eerst als correspondent in de VS, later als verslaggever en presentator. Tussen 1995 en 1998 werkte hij in Londen voor CNBC Europe als anchor van de tv-programma's "European Moneywheel" en "Squawkbox".
Hij was medeoprichter van BNR Nieuwsradio, dat sinds 2003, evenals Het Financieele Dagblad, deel uitmaakt van de FD Mediagroep. Per 1 januari 2007 trad Bicker Caarten terug als hoofdredacteur en werd opgevolgd door Paul van Gessel. Van 2008 tot april 2010 had hij samen met Jan Bennink, Theo Imhoff en Tijn Elferink een communicatiebureau, genaamd Bennink Bicker Caarten.
In september 2008 bracht Bicker Caarten een boek uit over de begintijd van BNR Nieuwsradio, onder de titel Knerpend grind: de onstuimige beginjaren van Business Nieuws Radio.
Van mei tot en met december 2010 was hij hoofdredacteur van omroep WNL. Hij vertrok na een verschil van inzicht over het te voeren beleid.
In november 2012 publiceerde hij zijn tweede boek, Het Gaat Geweldig - 100 feiten die u een andere kijk op de wereld geven.

## Geslacht Bicker Caarten
Michiel Bicker Caarten is een afstammeling van Frederik Pieter Bicker, die aan het einde van de 18e eeuw, vanwege een bepaling in het testament van zijn oom Pieter Caarten, diens achternaam toevoegde aan de zijne.